# Robin Lynn Heath
Robin Lynn Heath, est une actrice américaine.

## Filmographie
- 1987 : Death House : Faith Hagen
- 1991 : Les Années coup de cœur ("The Wonder Years" série télévisée)
  - épisode 4-11 : Tu me fends le cœur alias La Rupture (Heartbreak) : Tina
  - épisode 5- 1 : Le Lac alias Le Lac de ses yeux (The Lake) : Lori
- 1993 : Le Complot de la haine (Bloodlines: Murder in the Family téléfilm) : fille
- 1995 : The Stranger : Cordet
  - Angus : Jody Cole

## Récompenses
- Primée aux Young Artist Award de 1989 comme Meilleure jeune invitée (Best Young Actress Guest Starring in a Syndicated Family Comedy, Drama or Special) pour Superior Court (1986)
- Primée aux Young Artist Award de 1992 comme Meilleure jeune invitée (Best Young Actress Guest Starring or Recurring Role in a TV Series) pour Davis Rules (1991)
- Nommée aux Young Artist Awards de 1996 pour la meilleure performance d'une jeune actrice (Best Performance by a Young Actress - TV Special) dans The Stranger.